# Liste der Baudenkmäler in Weißensberg

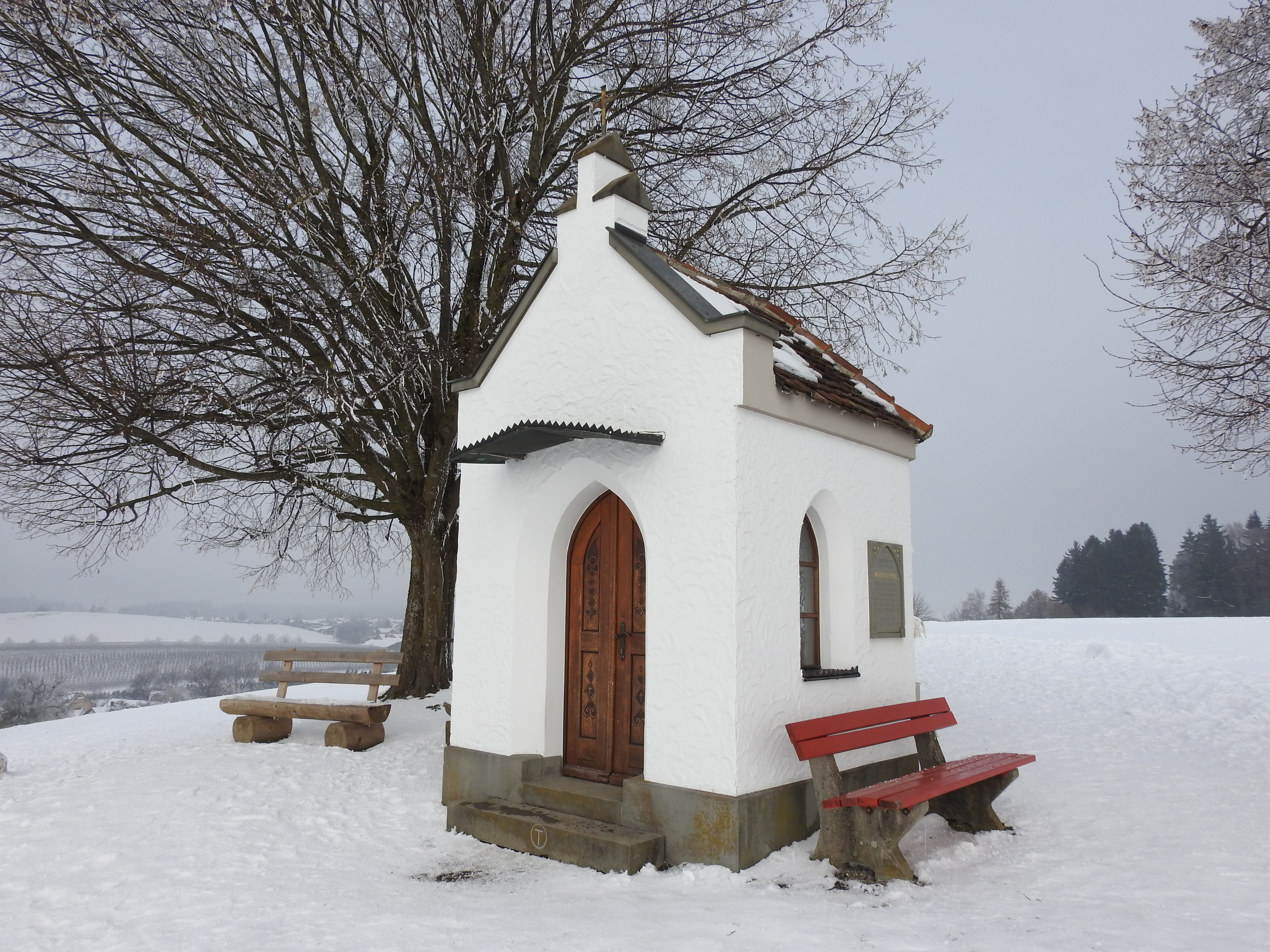
Gedenkkapelle auf der Oberhofer Halde

Auf dieser Seite sind die Baudenkmäler in der schwäbischen Gemeinde Weißensberg zusammengestellt. Diese Tabelle ist eine Teilliste der Liste der Baudenkmäler in Bayern. Grundlage ist die Bayerische Denkmalliste, die auf Basis des Bayerischen Denkmalschutzgesetzes vom 1. Oktober 1973 erstmals erstellt wurde und seither durch das Bayerische Landesamt für Denkmalpflege geführt wird. Die folgenden Angaben ersetzen nicht die rechtsverbindliche Auskunft der Denkmalschutzbehörde.

## Baudenkmäler nach Ortsteilen

### Weißensberg
| Lage                       | Objekt                             | Beschreibung | Akten-Nr.    | Bild           |
| -------------------------- | ---------------------------------- | --- | ------------ | -------------- |
| Kirchstraße 19 (Standort)  | Katholische Pfarrkirche St. Markus | Turm mittelalterlich, Chor und Langhaus durch Architekt Anton Harrer in neugotischer Form 1866/67 errichtet, Erweiterung 1978; mit Ausstattung.                                                                        | D-7-76-130-1 | weitere Bilder |
| Kirchstraße 53 (Standort)  | Doppelhaus                         | erdgeschossiger Satteldachbau mit verbretterten Blockwänden, Ende 17. Jahrhundert | D-7-76-130-2 | Doppelhaus     |
| Lindenstraße (Standort)    | Wegkapelle                         | Rechteckbau mit Satteldach, wohl noch 17. Jahrhundert; mit Ausstattung. | D-7-76-130-3 | Wegkapelle     |
| Oberhofer Halde (Standort) | Gedenkkapelle                      | Marienkapelle auf der Oberhofer Halde, Wiederaufbau 1982; mit Ausstattung des Vorgängerbaues von 1870, der von Prinz Luitpold von Bayern zum Andenken an seine Gemahlin Auguste, Prinzessin von Toskana, erbaut wurde. | D-7-76-130-4 | Gedenkkapelle  |

### Metzlers
| Lage                        | Objekt                                  | Beschreibung                                                                            | Akten-Nr.    | Bild                                    |
| --------------------------- | --------------------------------------- | --------------------------------------------------------------------------------------- | ------------ | --------------------------------------- |
| Römerstraße 53 (Standort)   | Wohnteil eines ehemaligen Seebauernhofs | erdgeschossiger Satteldachbau mit gekehlten Vordächern, Ende 17./Anfang 18. Jahrhundert | D-7-76-130-5 | Wohnteil eines ehemaligen Seebauernhofs |
| Römerstraße 53 a (Standort) | Bildstock                               | 18./19. Jahrhundert                                                                     | D-7-76-130-6 | Bildstock                               |

### Rehlings
| Lage                      | Objekt                   | Beschreibung                                                          | Akten-Nr.    | Bild |
| ------------------------- | ------------------------ | --------------------------------------------------------------------- | ------------ | ---- |
| Altrehlings 14 (Standort) | Ehemaliges Seebauernhaus | erdgeschossiger verbretterter Holzbau mit Satteldach, 18. Jahrhundert | D-7-76-130-8 | BW   |

### Wildberg
| Lage                               | Objekt                                  | Beschreibung | Akten-Nr.     | Bild                                    |
| ---------------------------------- | --------------------------------------- | --- | ------------- | --------------------------------------- |
| Kapellesch (Standort)              | Katholische Kapelle St. Leonhard        | Rechteckbau mit dreiseitigem Schluss, 1636; mit Ausstattung. Fachwerk-Obergeschoss und Giebel, im Keller bezeichnet 1816; ehemaliger Salzstadel, zweigeschossiger Satteldachbau mit Fachwerk-Obergeschoss und Giebelluken, bezeichnet 1721. | D-7-76-130-9  | Katholische Kapelle St. Leonhard        |
| Wildberg 8 (früher 65) (Standort)  | Bauernhaus                              | zweigeschossiger stattlicher Satteldachbau mit verputztem Fachwerk-Obergeschoss und Giebel, im Keller bezeichnet 1816; ehemaliger Salzstadel, zweigeschossiger Satteldachbau mit Fachwerk-Obergeschoss und Giebelluken, bezeichnet 1721.    | D-7-76-130-10 | Bauernhaus                              |
| Wildberg 19 (früher 71) (Standort) | Wohnteil eines ehemaligen Seebauernhofs | verbretterter zweigeschossiger Satteldachbau mit gekehlten Vordächern an der Giebelseite, 18. Jahrhundert | D-7-76-130-11 | Wohnteil eines ehemaligen Seebauernhofs |